# Blumen (Schnitzler)
Blumen ist eine Novellette von Arthur Schnitzler, die am 1. August 1894 in der Zeitschrift „Neue Revue“ in Wien erschien und anschließend in den Novellettenband Die Frau des Weisen, S. Fischer Verlag 1898 aufgenommen wurde.

## Inhalt
Der Ich-Erzähler, ein Wiener, schildert seinen tiefen Schmerz über eine Frau, die ihn betrog und verließ, in all seinem Umfang. Als sie jedoch später erkrankt, nimmt der Trost in Schnitzlers Ich-Erzähler überhand und wird sogar zur Wohltat: „daß sie selbst leiden mußte.“ So erschrickt er auch, als ihn die Nachricht vom Tode der jungen Frau erreicht. Die einstige große Liebe hatte ihn nie vollständig vergessen, was sich vor allem daran zeigte, dass sie ihm nach der Trennung noch allmonatlich Blumen schickte. Die beunruhigende und nahezu gespenstische Wendung der Novelle ist, dass der Karton Nelken und Veilchen auch nach dem Tode der Frau weiterhin angeliefert wird. Natürlich denkt der Ich-Erzähler auch an die Möglichkeit eines Dauerauftrags an das Blumengeschäft, jedoch erkennt er auch verzweifelt, dass er mächtiger ist, als die Menschen draußen, als der Frühling vor dem Fenster und mächtiger sogar als die Sonne. Denn alle drei – Menschen, Frühling und Sonne – kann er aussperren, indem er das Fenster schließt und die Vorhänge herablässt. Nur die Erinnerung ist mächtiger als er, selbst. Sie kann er aus eigener Kraft nicht aus seinem Gedächtnis verbannen.
Gretel, das junge, sehr schöne Mädchen, befreit den Ich-Erzähler von seiner Qual. Die neue Geliebte wirft die verwelkenden Nelken und Veilchen hinaus auf die Straße und bringt frischen duftenden Flieder.

## Zitat
„Gestorbene kommen wieder, so lang wir sie nicht vergessen.“

## Selbstzeugnis
„Eine Novelette von besonderer Feinheit. Eine gewisse Sentimentalität stört nur wenig.“

## Rezeption
- Schuldgefühle: Die Blumengrüße aus dem Totenreich bewirkten im Ich-Erzähler einen „Dissoziationsprozess“. Der optimistische Schluss sei nicht typisch für Schnitzler.[2]
- Das Manierierte im Verein mit dem Psychologisieren mache den Text interessant.[3]